# Manom
Manom (Duits: Monhofen ) is een gemeente in het Franse departement Moselle (regio Grand Est). De plaats maakt deel uit van het arrondissement Thionville. Manom telde op 1 januari 2022 3.074 inwoners.

## Geografie
De oppervlakte van Manom bedroeg op 1 januari 2022 10,39 vierkante kilometer; de bevolkingsdichtheid was toen 295,9 inwoners per km².

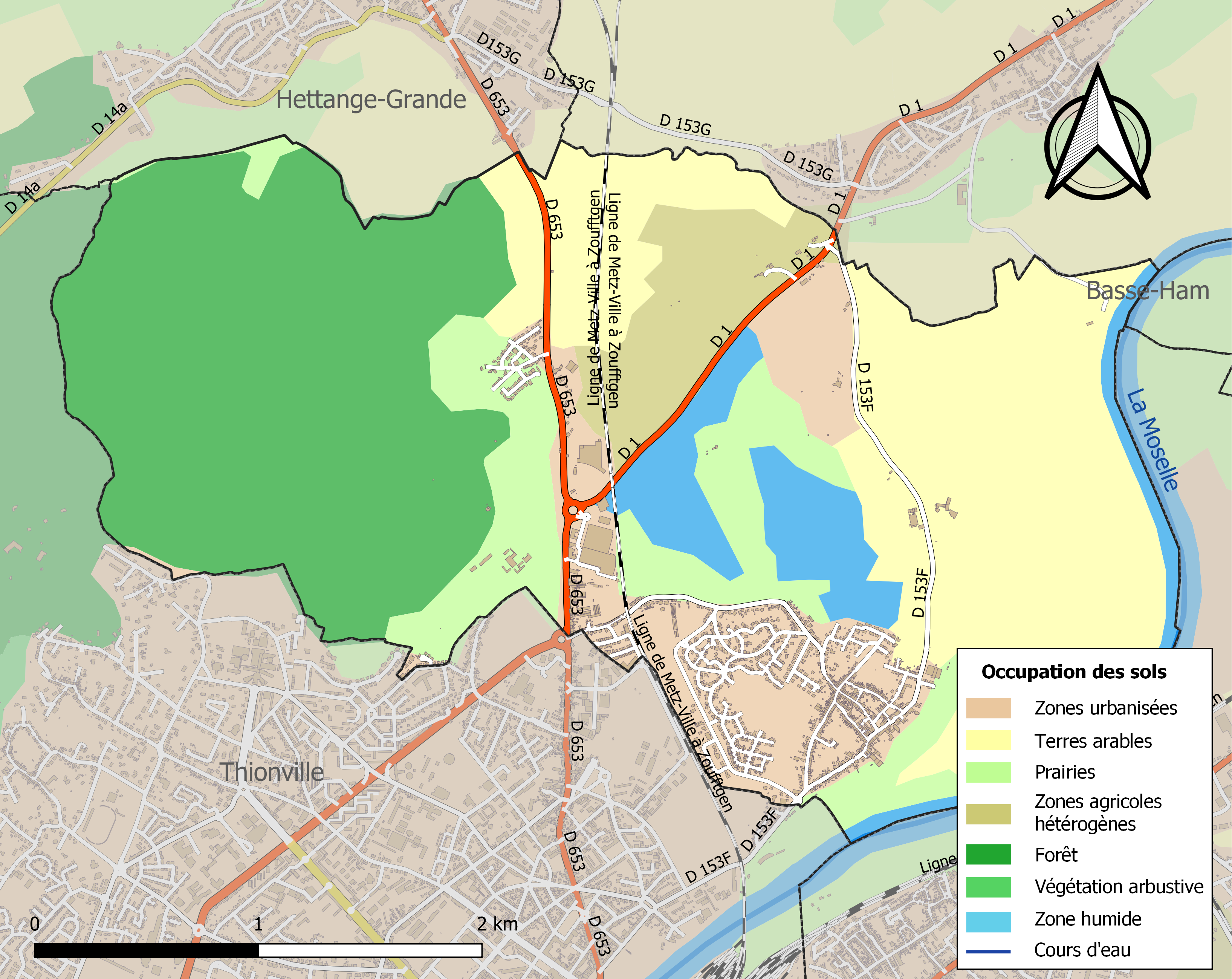
Kaart van de gemeente met de belangrijkste infrastructuur, bodemgebruik en omliggende gemeenten

## Demografie
Onderstaande figuur toont het verloop van het inwonertal (bron: INSEE-tellingen).